# Allium moschatum
Espèce
Allium moschatum, l'Ail musqué, est une espèce de plante herbacée méditerranéenne de la famille des Amaryllidaceae.

## Description
10 à 25 cm de hauteur. Fleurs blanches rayées de pourpre.

## Habitats
Garrigues et pelouses rocailleuses ouvertes basiphiles de 0 à 1300 m. d'altitude.

## Biologie
Géophyte à bulbe. Floraison de Juillet à août.

## Liste des variétés
Selon Tropicos (16 novembre 2014) (Attention liste brute contenant possiblement des synonymes) :
- variété Allium moschatum var. borzhomicum Miscz. ex Grossh.
- variété Allium moschatum var. brevipedunculatum Regel
- variété Allium moschatum var. dubium Regel